# Ратша
Ратша (Радша, Родша Свибл, Ратислав Степан) — холоп (тиун) великого князя Всеволода Ольговича, в Киеве на Руси.
По преданию, «муж честен» Ратша являлся предком Пушкиных, и ссылки на него позволяли Пушкину указывать своё шестисотлетнее дворянство.

## История
После смерти Всеволода Ольговича († 1146) его родной брат Игорь Ольгович собрал жителей Киева и потребовал поклясться ему в своей верности, что они и сделали, после этого он их распустил по домам. Но жители не разошлись, а открыли вече, возмущённые притеснениями княжеского тиуна Ратши, который угнетал слабых горожан, и послали за князем Игорем для дальнейших переговоров о дальнейшей их жизни в городе и взаимодействии с властями Киевщины. Великий князь Игорь не явился на вече, а вместо него приехал его брат Святослав Ольгович узнать требования горожан. Киевляне отвечали, что они желают правосудия, желают, чтобы не было таких тиунов, как Ратша, который опустошил Киев, а Тудор разорил Вышегород. Святослав Ольгович, а затем и сам великий князь Игорь Ольгович обещали назначить тиунами добросовестных своих холопов, которые будут довольствоваться установленною пошлиною и не станут обременять большими налогами горожан. Несмотря на эти обещания, горожане не успокоились, взбунтовались и разграбили дом богатого и ненавистного им управляющего городом Ратши.
После этого он, видимо, бежал в Новгород Великий. Ратша имел единственного сына — Михаила (Якуна), умершего в монашестве с именем Митрофана, († 1206). От него пошли многие боярские и дворянские фамилии России: Аминовы, Бутурлины, Неклюдовы, Челяднины, Пушкины, Свибловы, Кологривовы, Каменские, Мятлевы, Замыцкие, Товарковы, Чулковы, Чеготовы, Слизневы, Мусины Упины, Шашлыковы, Шераповы, Бояринцевы, Застолбские, Шумихины, Толстые, Курицыны, Полуехтовы, Поводовы, Гавриловы.
Основными эмблемами гербов Ратшичей (дворянских родов, ведущих происхождение от Ратши) являются три: 
1. княжеская шапка или корона,
2. рука с мечом,
3. одноглавый орёл.

См. гербы Бутурлиных (II, 29), Мятлевых (VI, 8), Муравьевых (I, 59), Обольяниновыx (IV, 61) Полуехтовых (II, 30), Пушкиных (V, 18), Вечесловых (VI, 30); Вешняковых (VI, 118); Кобяковых (VII, 24); Лихаревых (V, 35); Рожновых (VI, 51); Щербининых (II, 37).